# Витебская площадь
Ви́тебская площадь — площадь в Адмиралтейском районе Санкт-Петербурга. Расположена на оси Загородного проспекта между Винокурцевским проездом и Введенским каналом.

## Название
Первоначально с 1843 года называлась Введенская площадь, по выходившей на площадь Введенской церкви. 
Современное название Витебская площадь дано 10 сентября 1935 года по Витебскому вокзалу.

## История

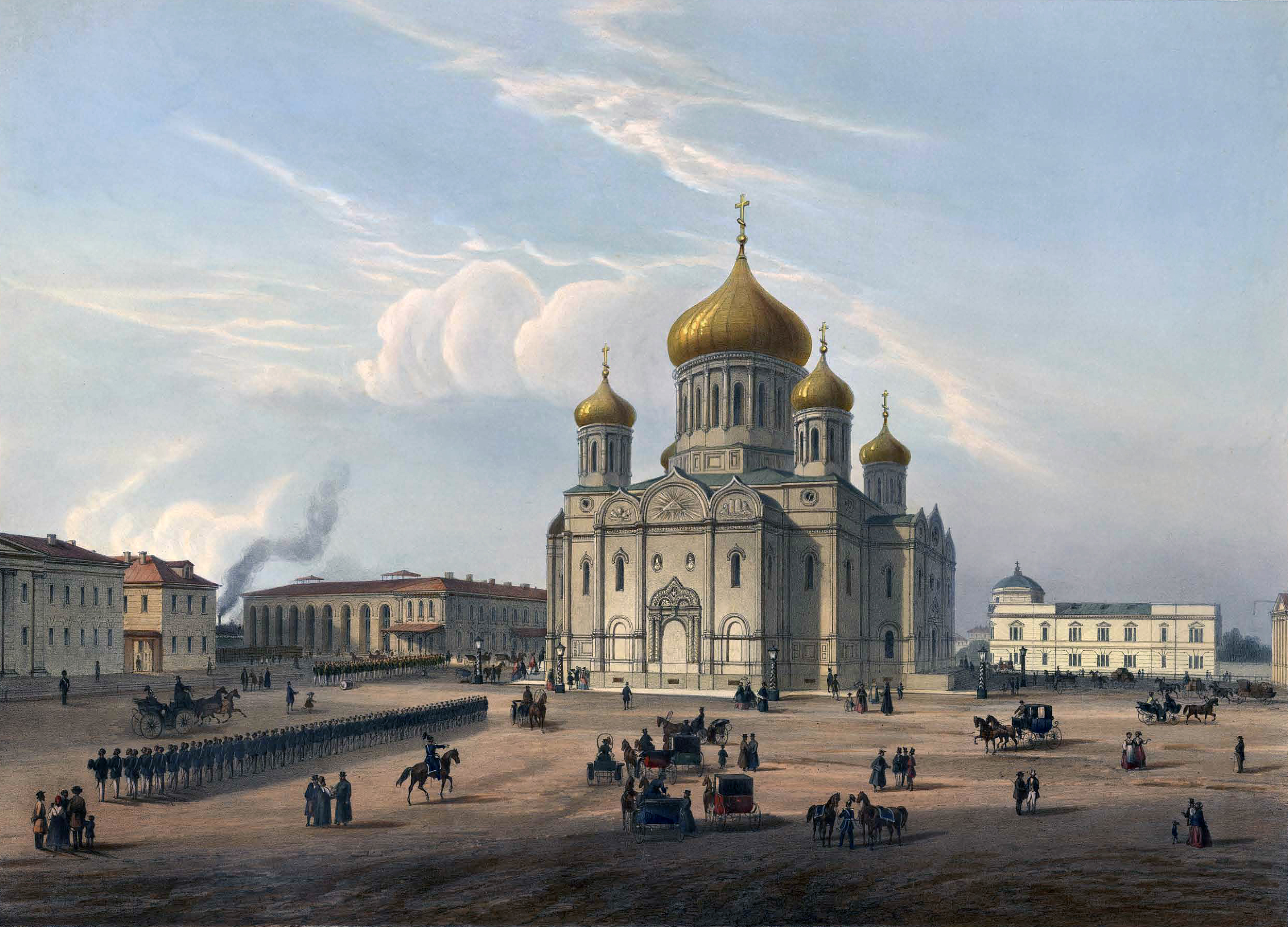
Введенский собор лейб-гвардии Семёновского полка

Площадь перед Витебским вокзалом появилась одновременно со строительством в 1837 году первого здания вокзала. Изначально называлась Введенской (с 1843 года) по Введенскому собору лейб-гвардии Семёновского полка (построен в 1836—1842 годах по проекту Константина Тона). В 1933 году собор был снесён. 10 сентября 1935 года площадь переименовали в Витебскую.

## Достопримечательности

### Витебский вокзал(Загородный проспект, дом 52)
Царскосельский вокзал или Витебский вокзал. Современное здание вокзала в стиле модерн построено в 1900-1904 годах по проекту академика архитектора С.А. Бржозовского, художественной отделкой занимался С.И. Минаш. 1 августа 1904 года в 5 часов дня с вокзала впервые отправился поезд по маршруту Петербург — Витебск, вечером ушел пригородный поезд на Вырицу. Фасад вокзала простирается от башни с часами с левой стороны до вестибюля и полукруглого перехода к западному фасаду — с правой. Крупные объёмы сгруппированы асимметрично, с учётом их функционального назначения.

### Введенский сад
Введенский сад. Разбит в 1865 году, площадь 0,57га. В 1876 году в саду был установлен фонтан «Путти» (архитектор П. С. Самсонов; отреставрирован в 2000 году). В 1886 была осуществлена перепланировка сада по проекту садовника И. П. Визе. Новая перепланировка сделана в 1927—1928 годах садовым мастером Р. Ф. Катцером. В 1934 году сад был расширен за счет места, на котором стоял Введенский собор. 1 июня 2003 года в саду установлен памятный знак утраченному собору.

### Станция метро «Пушкинская»(Загородный проспект, дом № 50)
Станция метро «Пушкинская» возведена в 1956 году по проекту в стиле сталинского неоклассицизма архитекторов А.А. Грушке, А.С. Гецкина, В.П. Шуваловой, инженера-конструктора С.М. Эпштейна. В центре фасадов здания четко выделены входные и выходные двери, оформленные большими арками.

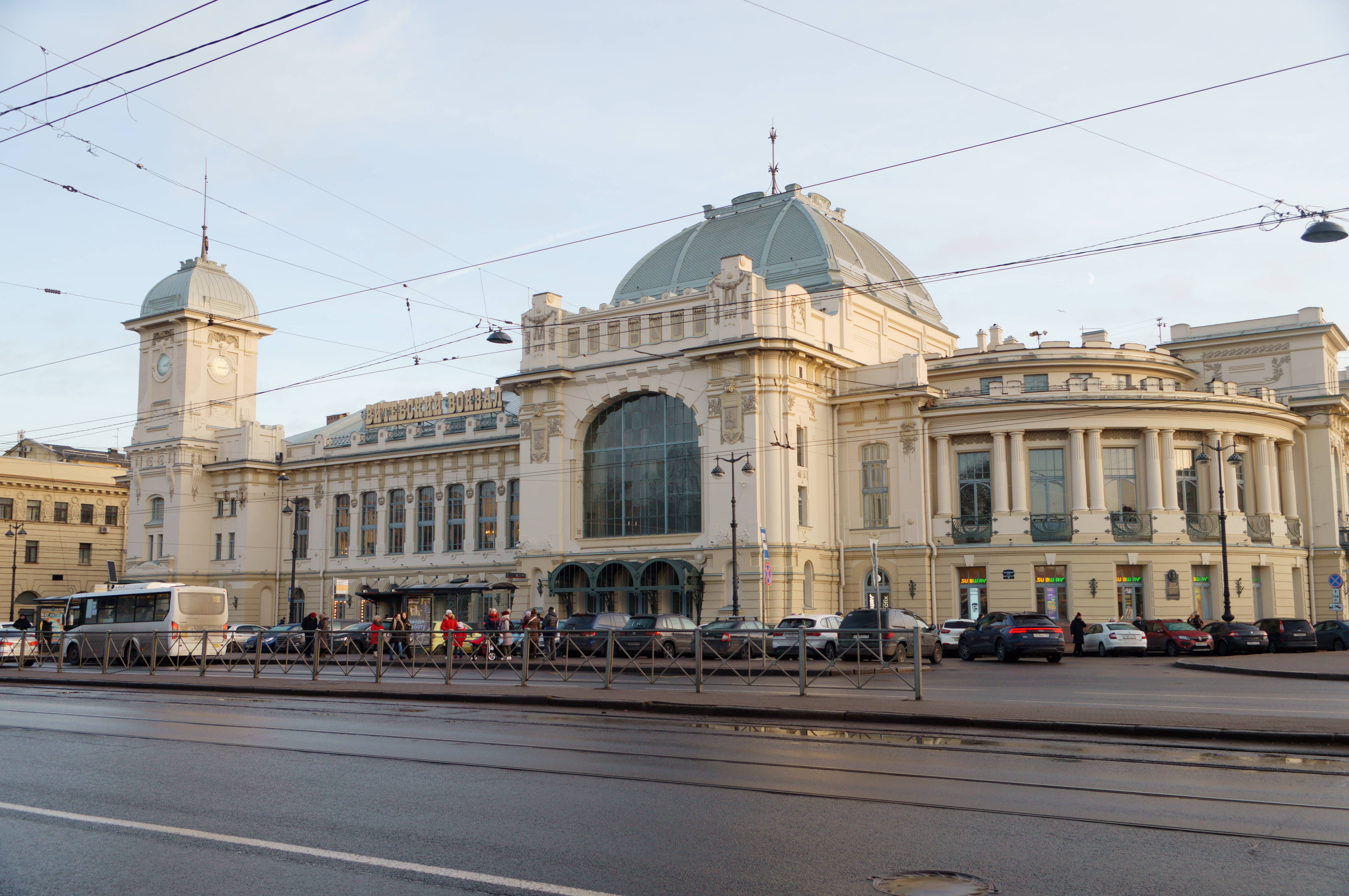
Витебский вокзал
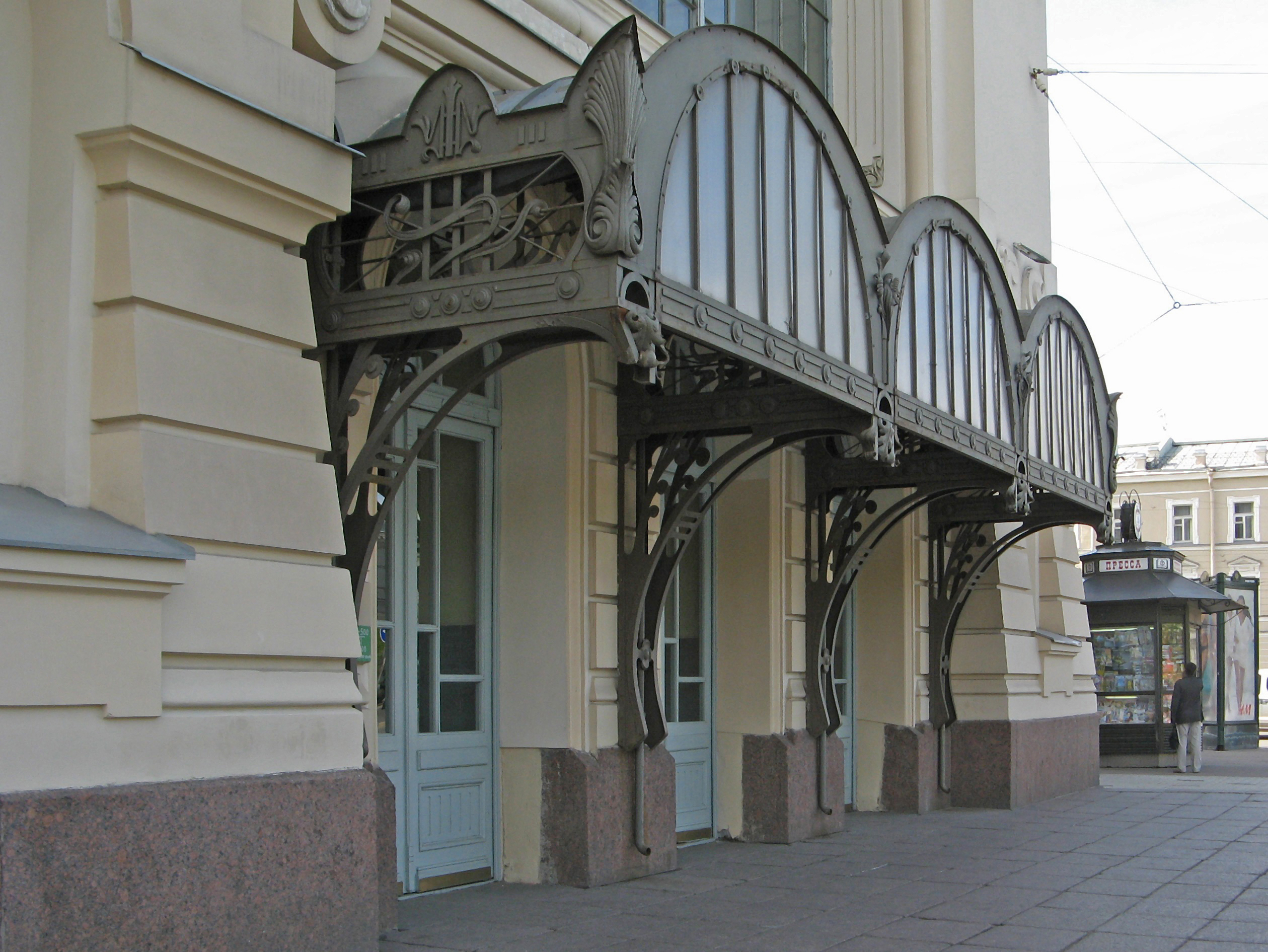
Один из входов на вокзал
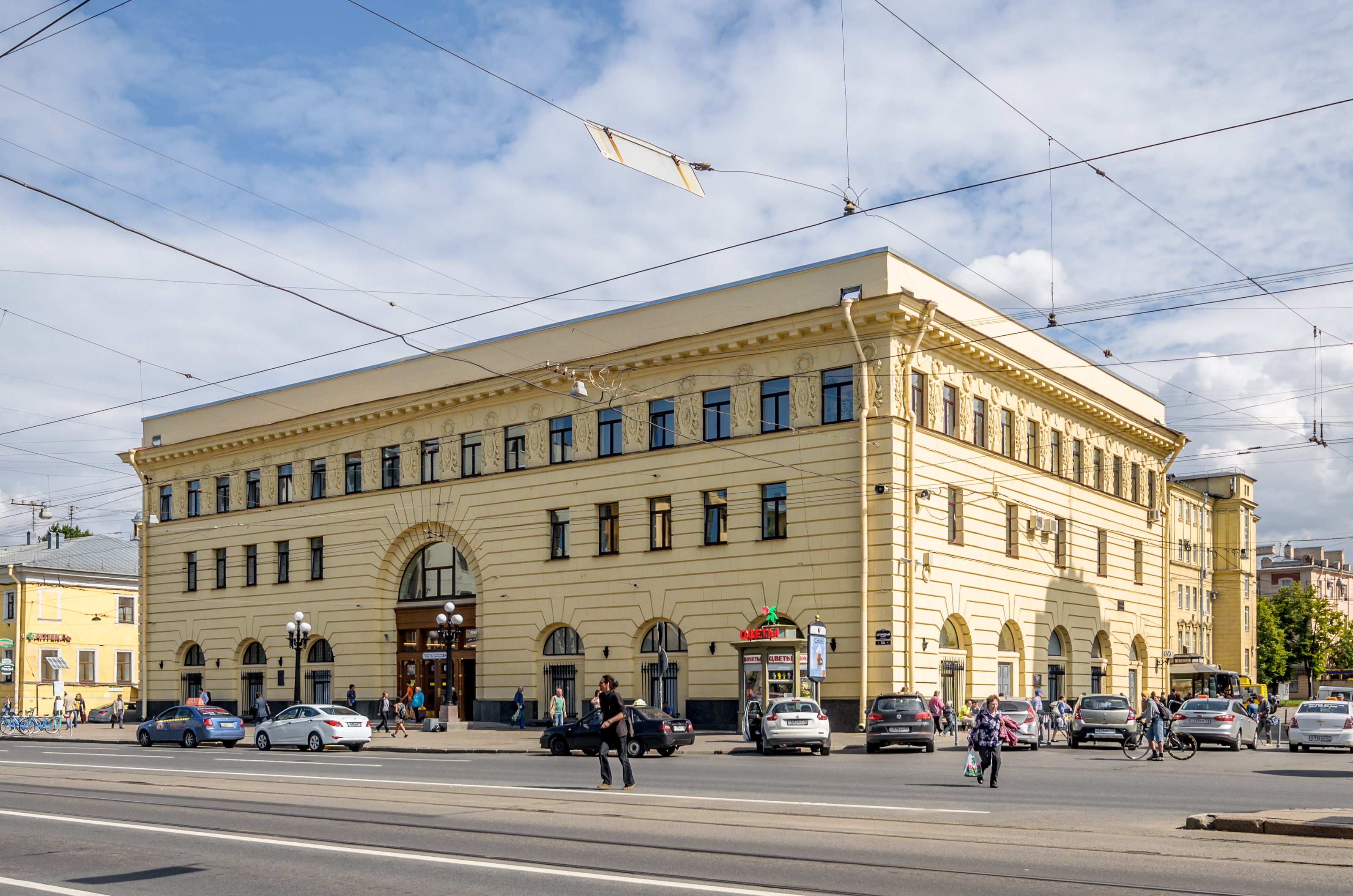
Станция метро «Пушкинская»
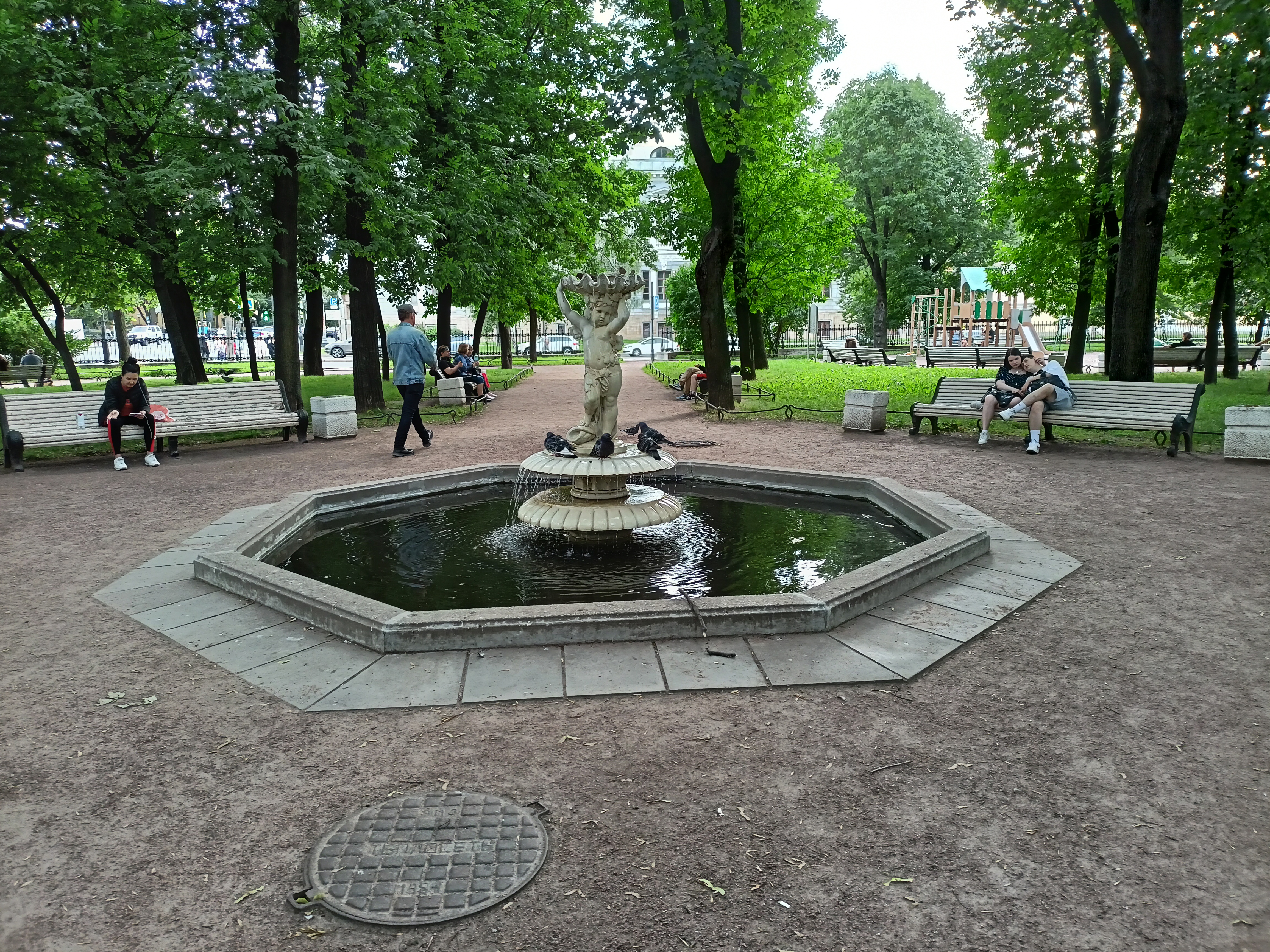
Фонтан в Введенском саду

## Пересечения или примыкания
- Загородный проспект (пересекает площадь)
- Винокурцевский проезд (примыкание)
- Введенский канал (пересечение)

## Транспорт
На площади находится станция метро  «Пушкинская»
На площади останавливается общественный транспорт: автобусы 225, 262, 290, троллейбусы 3, 15, 17, трамвай 41.